# Kang Dong-jin
Kang Dong-jin (* 23. Dezember 1987) ist ein südkoreanischer Bahnradsportler, der auf Kurzzeitdisziplinen spezialisiert ist. Er ist Sieger bei Asienspielen und dreifacher Asienmeister (Stand 2023).
2006 errang Kang Dong-jin bei den Asienspielen drei Medaillen, im Keirin gewann er Gold. Von 2014 bis 2016 wurde er dreimal in Folge gemeinsam mit Im Chae-bin und Son Je-yong Asienmeister im Teamsprint. Das Trio gewann diesen Wettbewerb auch bei den Asienspielen 2010.
2016 wurde Kang für Starts im Sprint, Keirin und im Teamsprint bei den Olympischen Spielen in Rio de Janeiro nominiert. Im Sprint belegte er Platz 20, im Keirin Platz 17. Im Teamsprint wurde er in der ersten Runde gemeinsam mit Im Chae-bin und Son Je-yong disqualifiziert.

## Erfolge
2006
- Asienspiele – Keirin
- Asienspiele – 1000-Meter-Zeitfahren, Teamsprint (mit Choi Lae-seon und Yang Hee-chun)

2010
- Asienmeisterschaft – Sprint

2014
- Asienmeister – Teamsprint (mit Im Chae-bin und Son Je-yong)
- Asienmeisterschaft – Sprint
- Asienspiele – Teamsprint (mit Im Chae-bin und Son Je-yong)

2015
- Asienmeister – Teamsprint (mit Im Chae-bin und Son Je-yong)
- Asienmeisterschaft – Sprint

2016
- Asienmeister – Teamsprint (mit Im Chae-bin und Son Je-yong)

2022
- Südkoreanischer Meister – Teamsprint (mit Kim Ji-hun und Seok Hye.yun)